# Ученик экзорциста
«Ученик экзорциста», в оригинале «Седьмой день» (англ. The Seventh Day) — американский фильм ужасов 2021 года, сценарий и режиссура Джастина П. Ланжа. Выпущен 26 марта 2021 года компаниями Vertical Entertainment и Redbox Entertainment.

## Сюжет
Отец Питер Костелло, известный экзорцист, объединяется с отцом Даниэлем, молодым и неопытным священником, в свой первый день работы. Они пытаются остановить демоническое владение маленьким мальчиком и разобраться, почему одержимость распространяется вокруг, несмотря на все старания религии.

## В ролях
- Гай Пирс — отец Питер Костелло[2]
  - Крис Галуст — Питер в юности
- Вадхир Дербез — отец Даниэль Гарсия[3]
- Стивен Лэнг — архиепископ
- Кит Дэвид — отец Луи
- Робин Бартлетт — Хелен
- Брэди Дженнесс — Чарли Жиру
- Тристан Риггс — Николас Миллер
- Ханна Аллин — миссис Миллер
- Хит Фриман — мистер Миллер